# Jane Campion

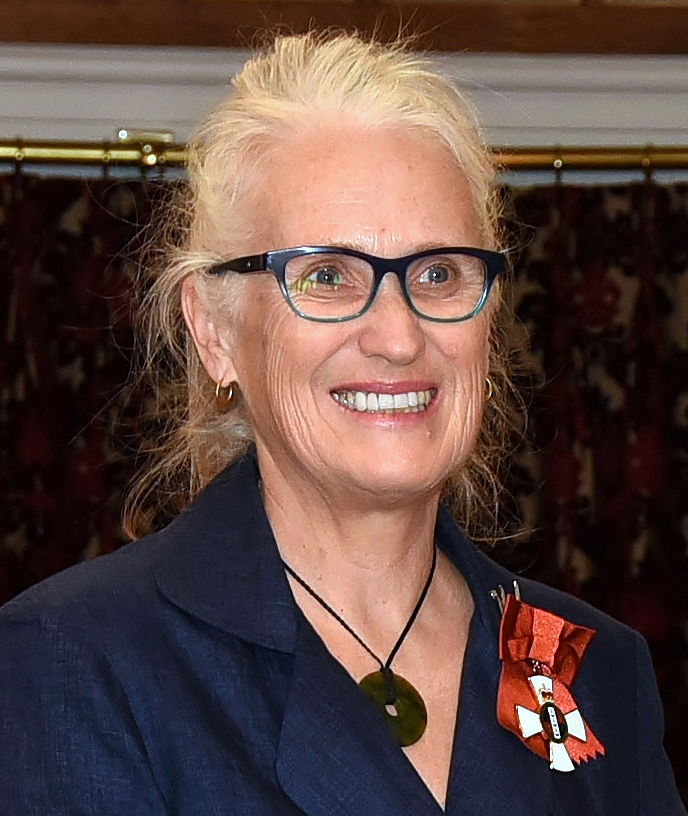
Jane Campion (2016)

Dame Elizabeth Jane Campion, DNZM (* 30. April 1954 in Wellington) ist eine neuseeländische Filmregisseurin, Drehbuchautorin und Filmproduzentin. Für ihr Filmdrama Das Piano erhielt sie die Goldene Palme von Cannes und einen Oscar in der Kategorie Bestes Originaldrehbuch. Einen weiteren Oscar gewann sie für die Regie an dem Westerndrama The Power of the Dog (2021).

## Leben
Campions Eltern hatten eine Ausbildung am Londoner Old Vic Theatre. Ihr Vater Richard war Theaterregisseur und ihre Mutter Edith Schauspielerin. Die ältere Schwester Anna ist ebenfalls als Regisseurin und Drehbuchautorin tätig. Von 1973 bis 1975 absolvierte Jane Campion ein Studium der Anthropologie an der Victoria University of Wellington mit dem Abschluss Bachelor of Arts. 1976 studierte sie in London. Von 1976 bis 1980 studierte sie in Sydney Kunst mit dem Schwerpunkt Malerei. Von 1981 bis 1984 folgte ein Studium an der Australian Film, Television and Radio School (AFTRS), wo sie eine Regieausbildung absolvierte.
Bereits ihr zweiter Kurzfilm Orangenschalen – Eine Übung in Disziplin (An Exercise in Discipline – Peel) aus dem Jahr 1982 brachte ihr 1986 die erste hohe Auszeichnung ein: die Goldene Palme für den besten Kurzfilm bei den Internationalen Filmfestspielen von Cannes. Ihr Film Sweetie (1989) wurde 1989 bei den Internationalen Filmfestspielen von Cannes für die Goldene Palme nominiert und gewann 1991 den Independent Spirit Award als Bester internationaler Film. Mit Ein Engel an meiner Tafel (1990) verfilmte sie die Autobiographie der neuseeländischen Schriftstellerin Janet Frame, die mehrere Jahre in psychiatrischen Anstalten verbrachte. Der Film erfuhr ebenfalls eine positive Resonanz unter Filmkritikern und Cineasten.

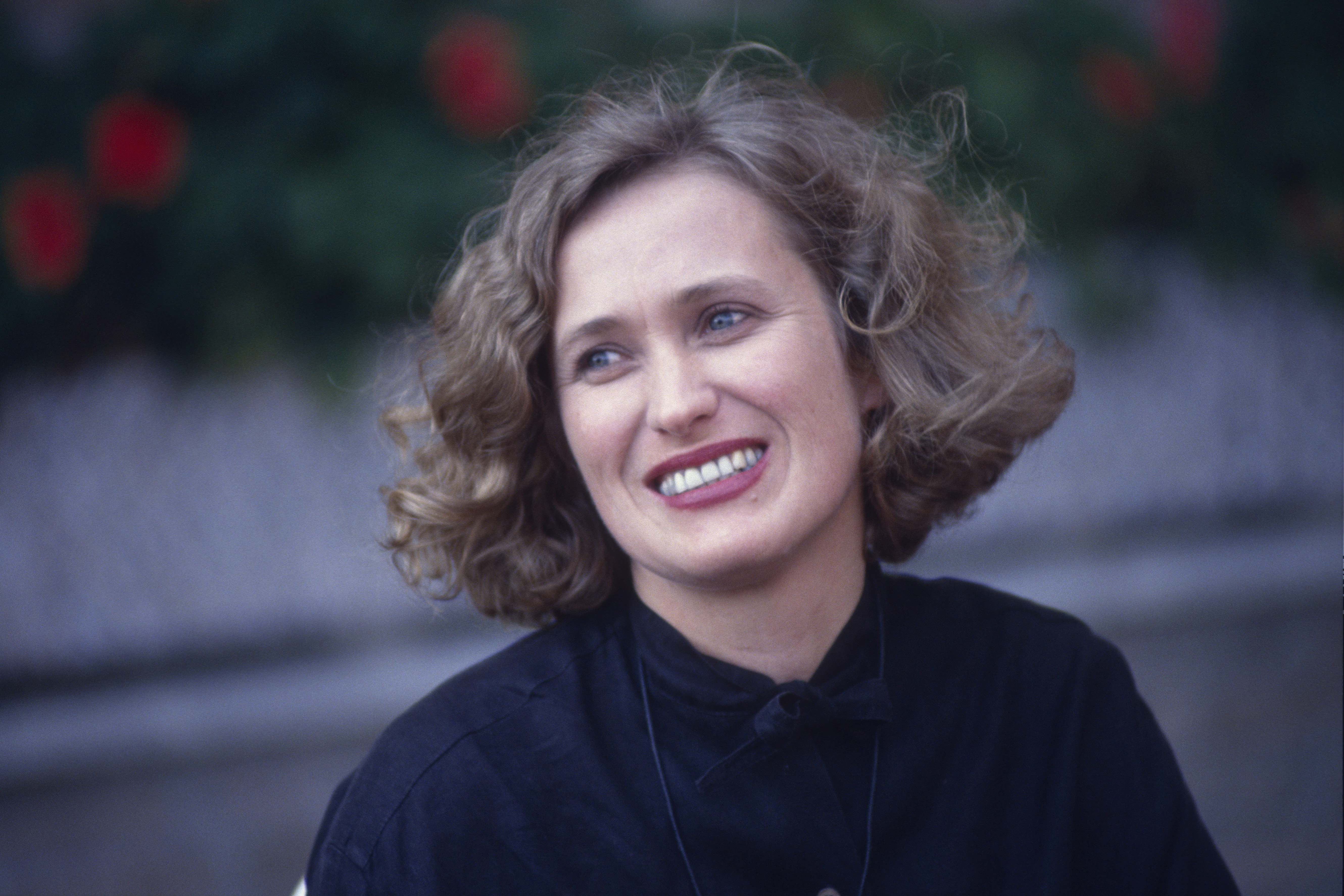
Jane Campion (1990)

Ihren größten Erfolg erreichte die Regisseurin mit Das Piano, für den sie 1993 als erste Frau die Goldene Palme des Filmfestivals von Cannes erhielt. Außerdem wurde sie für den Oscar als beste Regisseurin nominiert und gewann die Trophäe für das beste Drehbuch. Das Filmdrama fand zudem erstmals ein breites internationales Publikum für Campion und war damit auch kommerziell sehr erfolgreich. Eine Umfrage der BBC unter 368 Filmexperten aus 84 Ländern wählte Das Piano 2019 zum besten Film einer Regisseurin.
Ihre nachfolgenden Filme stießen auf ein weniger einheitliches Kritikerecho. Mit der starbesetzten Henry-James-Verfilmung Portrait of a Lady (1996) schilderte sie wie in Das Piano aus der Sicht einer Frau im 19. Jahrhundert. Die Tragikomödie Holy Smoke (1999) mit Kate Winslet und Harvey Keitel spielte wieder in der Gegenwart. Im Jahr 2003 drehte sie den Erotikthriller In the Cut, der Meg Ryan in einer für sie ungewöhnlichen Rolle zeigte. Campion erhielt 2009 für den Film Bright Star eine Einladung in den Wettbewerb der 62. Internationalen Filmfestspiele von Cannes. Der Film handelt von der Liebesbeziehung zwischen dem 23-jährigen Lyriker John Keats und der fünf Jahre jüngeren Fanny Brawne. 

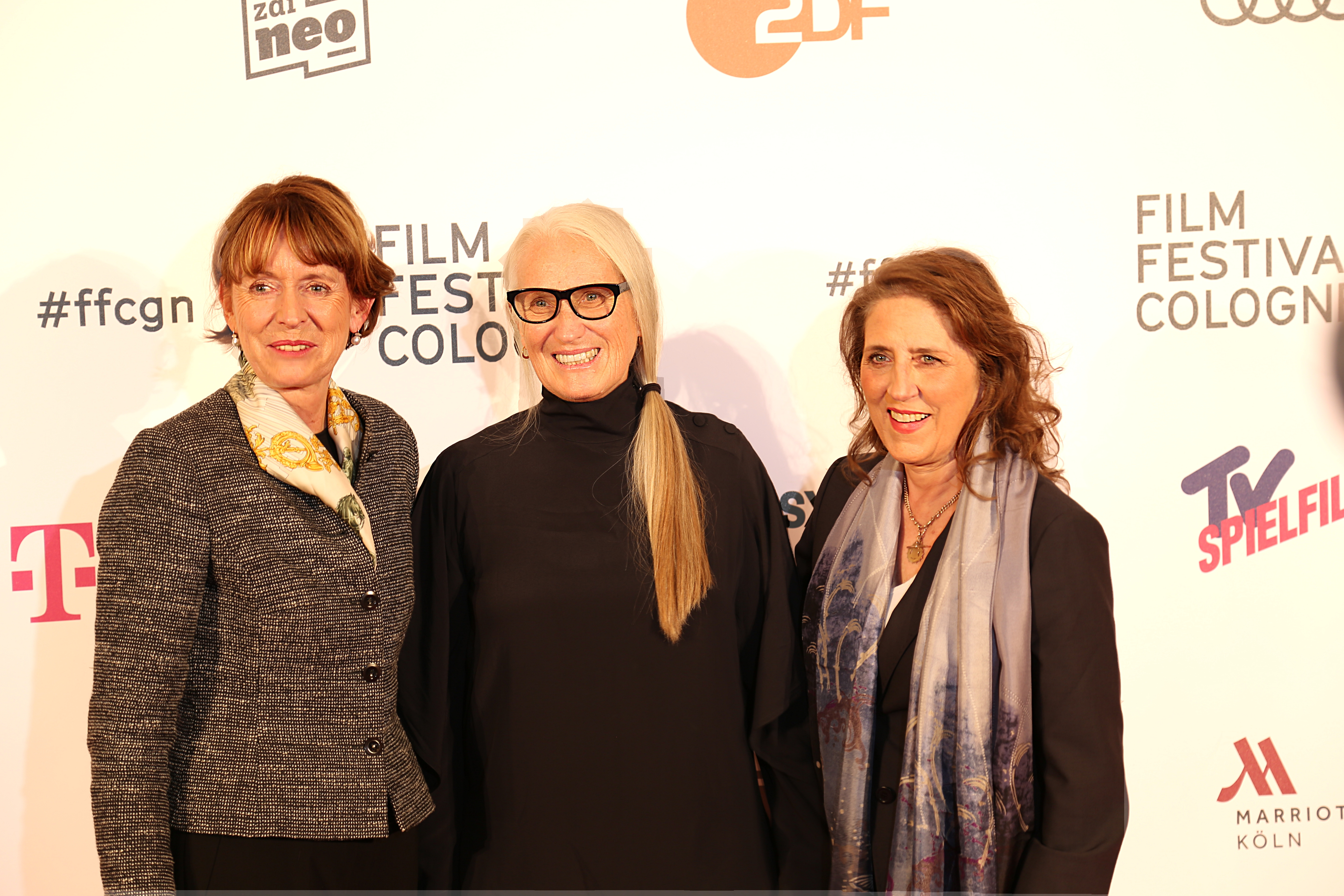
Henriette Reker, Jane Campion und Petra Müller bei der Verleihung der Film Festival Cologne Awards 2017

Nach Bright Star widmete sich Campion erstmals dem Fernsehen und erregte 2013 Aufsehen mit ihrer Miniserie Top of the Lake, in deren Zentrum die von Elisabeth Moss gespielte Polizeidetektivin Robin Griffin steht. Im Jahr 2017 folgte eine zweite Staffel mit dem Namen China Girl, die nicht wie die erste Staffel in Neuseeland, sondern in Sydney spielt. Im Jahr 2014 fungierte Campion als Jurypräsidentin der Filmfestspiele von Cannes.
Im Jahr 2021 lief ihre auf dem gleichnamigen Roman von Thomas Savage basierende Literaturverfilmung The Power of the Dog im Wettbewerb um den Goldenen Löwen der Filmfestspiele von Venedig. Campion wurde in Venedig mit dem Silbernen Löwen für die beste Regie ausgezeichnet. Daraufhin folgten weitere Auszeichnungen, darunter bei der Oscarverleihung 2022 und den Golden Globe Awards 2022 jeweils die Preise für die beste Regie. Campion ist damit die erste Frau, die in dieser Kategorie zwei Nominierungen erhielt.
Im Jahr 2023 wurde sie in die Wettbewerbsjury der 80. Filmfestspiele von Venedig berufen.
Jane Campion heiratete 1992 den Radioproduzenten Colin Englert. Ihr 1993 geborener Sohn verstarb wenige Tage nach der Geburt. Der Ehe, die 2001 geschieden wurde, entstammt zudem Tochter Alice Englert, die als Schauspielerin tätig ist. Seit den 1980er Jahren lebt und arbeitet Campion in Sydney.

## Filmografie (Auswahl)
- 1981: Tissue (Kurzfilm)
- 1982: Orangenschalen – Eine Übung in Disziplin (An Exercise in Discipline – Peel, Kurzfilm)
- 1983: Passionless Moments (Kurzfilm)
- 1984: A Girl’s Own Story (Kurzfilm)
- 1985: Zwei gute Freundinnen (Two Friends, Fernsehfilm)
- 1989: Sweetie
- 1990: Ein Engel an meiner Tafel (An Angel at My Table)
- 1993: Das Piano (The Piano)
- 1996: Portrait of a Lady (The Portrait of a Lady)
- 1999: Holy Smoke
- 2003: In the Cut
- 2006: The Water Diary (Kurzfilm)
- 2007: The Lady Bug (Kurzfilm, Teil des Episodenfilms Chacun son cinéma)
- 2009: Bright Star
- 2013, 2017: Top of the Lake (Fernsehserie, Drehbuch und Regie)
- 2021: The Power of the Dog

## Auszeichnungen (Auswahl)

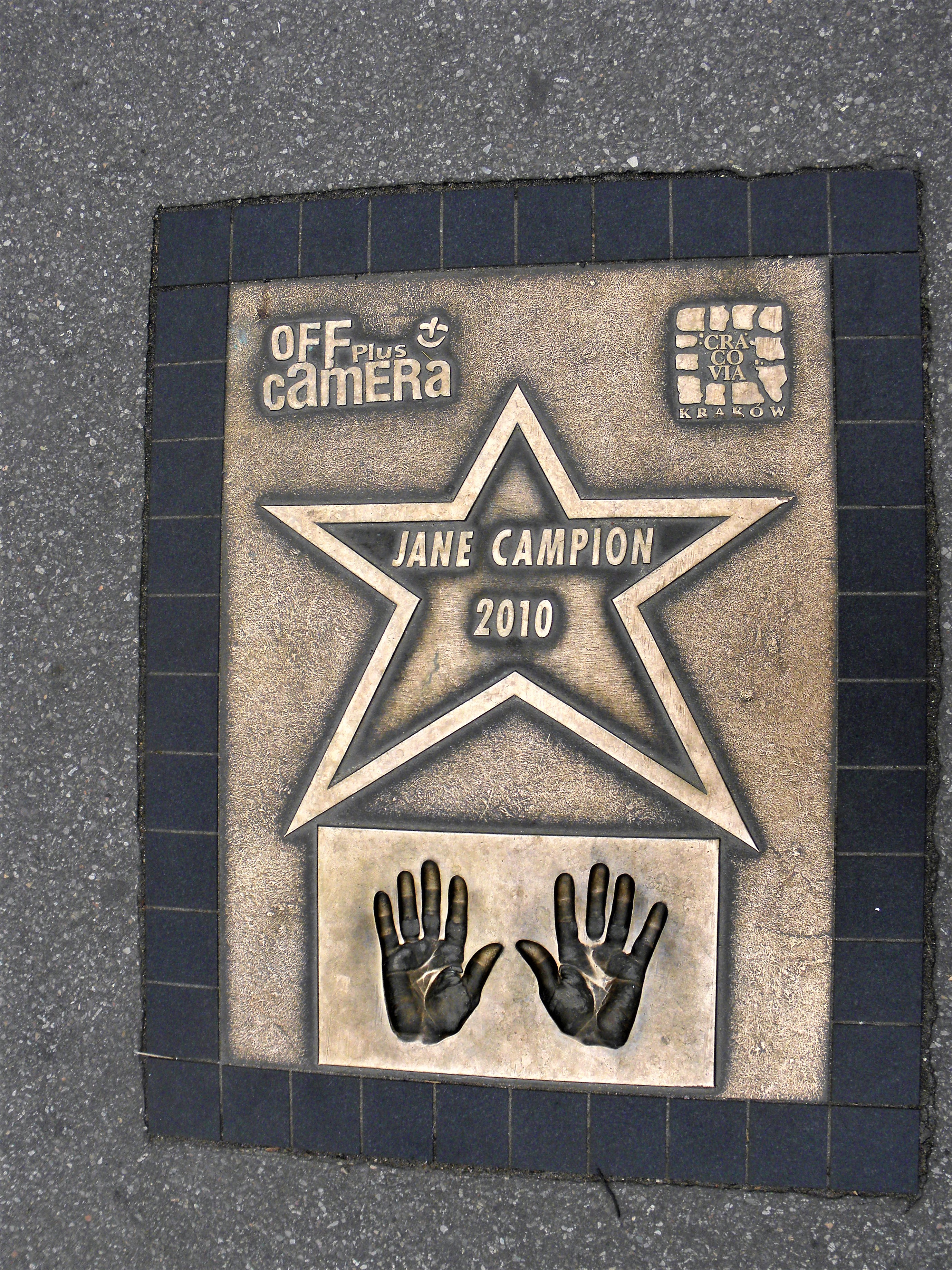
Das Quadrat von Jane Campion, Krakau

- 1986: Goldene Palme von Cannes für Peel als bester Kurzfilm.
- 1991: Independent Spirit Award – Bester internationaler Film für Sweetie
- 1993: Goldene Palme für Das Piano
- 1994: Oscar – Bestes Originaldrehbuch für Das Piano
- 1994: Oscar-Nominierung, Beste Regie, für Das Piano
- 1994: César, Bester ausländischer Film, für Das Piano
- 2016: Dame Companion of the New Zealand Order of Merit (DNZM)
- 2017: Filmpreis Köln[7]
- 2021: Silberner Löwe, Beste Regie, Internationale Filmfestspiele von Venedig, für The Power of the Dog
- 2022: Golden Globe Award, Beste Regie, für The Power of the Dog
- 2022: Oscar, Beste Regie für The Power of the Dog
- 2024: Locarno Film Festival, Goldener Ehrenleopard[8]